# .450 Rigby
El .450 Rigby fue diseñado en 1994 por John Rigby & Co. Para la caza mayor de animales de pellejo duro en el África. El cartucho se basa en el casquillo del .416 Rigby al que se le holgó el diámetro del cuello para alojar un proyectil .458 pulgadas (11.6 mm) a ser usado en rifles de cerrojo. No debe ser confundido con el .450 Nitro Express, el cual también fue introducido por Rigby en 1898, para ser usado en rifles dobles.

## Historia
En 1993, Paul Roberts (en aquel tiempo proprietario de John Rigby & Compañía), durante una cacería de elefantes en el valle de Zambezi, al lado de su cazador profesional, Joseph Wright, dispararon a un elefante con rifles en .416 Rigby, pero debido a que calcularon mal la distancia, tuvieron que realizar varios tiros para abatirlo.
Esta experiencia empujó a Paul Roberts a desarrollar un calibre más grande. El cartucho nuevo despidió un proyectil de .458 pulgadas (11.6 mm) con un peso de 480 granos (31 gramos) en una velocidad de 2378 p/s (725 m/s) de un cañón de 25 pulgadas (635 mm). El cartucho nuevo se denominó el .450 Rigby en 1994 y puesto en producción en 1995.

## Uso deportivo
El .450 Rigby estuvo diseñado principalmente para abatir animales grandes y peligrosos en África. Debido al rendimiento del cartucho, este se considera adecuado para la caza del elefante africano, el búfalo de Cabo, el rinoceronte e hipopótamos, siendo probablemente más eficaz que el.458 Winchester Magnum, o incluso el .458 Lott cuando se usa munición recargada.